# 模态一阶逻辑
模态一阶逻辑是指在经典一阶逻辑中加进模态概念。实质上这和由经典命题逻辑构成模态命题的情形相同。模态一阶逻辑也可以在模态命题逻辑中加进量词而构成。